# Berrogüetto
Berrogüetto è stato un gruppo di musica folk galiziano, formatosi nel 1995. Il primo album, Navicularia è stato pubblicato nel 1996.
Il nome Berrogüetto è stato coniato a  Vigo dai componenti del gruppo per formare un nuovo progetto musicale. La parola, infatti, è un neologismo che ha una triplice origine: "Berro" significa "urlo" in galiziano, "Güeto" sta per "ghetto" e poi "Soweto", il distretto sudafricano dove iniziò la lotta contro l'apartheid. L'unione di queste tre parole forma la parola Berrogüetto, che significherebbe "l'urlo del ghetto e delle persone oppresse".
Il 04 febbraio del 2014. annunciano il loro discioglimento dopo 18 anni di concerti e attivitá ininterrotte.

## Formazione
- Anxo Pinto - Hurdy-gurdy, violino, sax, flauto, piano, cornamusa
- Isaac Palacín - percussioni
- Quico Comesaña - bouzouki, arpa
- Quim Farinha - violino, nickelarpa
- Santiago Cribeiro - Accordion e piano
- Guillermo Fernandez - chitarra e basso
- Guadi Galego - voce e cornamusa

## Discografia

### Album
- 1996: Navicularia
- 1998: La Música Con El Sol (non pubblicato)
- 1999: Viaxe por Urticaria
- 2001: Hepta
- 2006: 10.0
- 2010: Kosmogonías
- 2011: O pulso da terra (libro, cd e dvd)